# Бюро української кіножурналістики
Бюро української кіножурналістики — вебсайт про культурне та суспільне життя українського кіноматографу. Основною метою діяльності сайту є поширення та розповсюдження українського кіно в межах України та закордоном. Також дане Бюро проводить щорічні опитування серед кінокритиків і кіножурналістів «Підсумки українського кінопроцесу та кінопрокату», які в силу професійних інтересів стежать за тим, що відбувається у вітчизняному кіно.

## Діяльність
БУК тісно взаємодіє з Асоціацією кінокритиків НСКУ, в рамках опитування визначаються найкращі українські фільми поточного року в таких номінаціях:
- Найкращий український фільм
- Найкращий український ігровий фільм
- Найкращий український неігровий фільм
- Найкращий український анімаційний фільм
- Найкращий український короткометражний фільм
- Найкращий український фільм-дебют

## Заснування
Перші згадки про Бюро української кіножурналістики в мережі інтернет з'явилися 02 березня 2015 року офіційна сторінка в соціальній мережі Facebook була заснована 11 жовтня 2017 року.
Сергій Васильєв — член Національної спілки кінематографістів України та Української кіноакадемії, член журі FIPRESCI ОМКФ-2018, співавтор законопроєкту № 1359 від 10 грудня 2014 року, кандидат мистецтвознавства. З 2008 року викладає в Київському національному університеті театру, кіно і телебачення імені І. К. Карпенка-Карого, з 2011 — координатор Бюро української кіножурналістики, проводить щорічні опитування кінокритиків і кіножурналістів, присвячені українському кінопрокату та кінопроцесу. Крім того у 2015—2017 роках був редактором сайту Національної спілки кінематографістів України [Архівовано 17 травня 2021 у Wayback Machine.]
Сергій Васильєв заявив, що збір за показ фільмів також ставить під удар і прокат авторського кіно в Україні: «Зараз у кінотеатрах іде фільм „50 відтінків сірого“. Він вийшов на 267 копіях. Натомість фільм „Голгофа“ — одна з найкращих минулорічних картин — вийшов на 13 копіях. А є фільми, які виходять ще меншою кількістю копій — до п'яти. Підвищення плати за посвідчення, навіть разової, буде небезпечним для прокату мистецьких фільмів. А це зупиняє розвиток кіноглядача і його здатність опиратися пропаганді. Адже найкращий спосіб боротьби з пропагандою — це аудіовізуальна культура, коли людина може розшифрувати мову кіно і зрозуміти, де нею маніпулюють», — сказав пан Васильєв.